# Solanum dunalianum
Solanum dunalianum är en potatisväxtart som beskrevs av Charles Gaudichaud-Beaupré. Solanum dunalianum ingår i släktet skattor som ingår i familjen potatisväxter. Inga underarter finns listade i Catalogue of Life.